# Az Amerikai Egyesült Államok Bevándorlási és Vámügyi Hivatala
Az Amerikai Egyesült Államok Bevándorlási és Vámügyi Hivatala (angolul: United States Immigration and Customs Enforcement, rövidítve: ICE) szövetségi bűnüldözési szerv az Egyesült Államok Belbiztonsági Minisztériumának irányítása alatt. Az ICE küldetése az Egyesült Államok védelme a nemzetközi bűnözéssel és az olyan illegális bevándorlással szemben, amelyek veszélyeztetik a nemzetbiztonságot és a közbiztonságot.
Az ICE két elsődleges és különálló bűnüldözési komponenssel rendelkezik, a Belbiztonsági Nyomozásokkal (HSI) és a Végrehajtási és Eltávolítási Műveletekkel (ERO). Ezen kívül három támogató részleggel rendelkezik: az Irányítási és Programadminisztrációval, a Fő Jogi Tanácsadó Hivatalával (OPLA) és a Szakmai Felelősség Hivatalával (OPR).
Az ICE belföldi irodákat tart fenn az Egyesült Államokban, valamint kirendeltségeket a nagyobb amerikai diplomáciai képviseleteken külföldön. Az ICE személyzete (különleges ügynökök és tisztek) nem járőröznek az amerikai határokon; ezt a szerepet az Egyesült Államok Vám- és Határvédelmi Hivatala látja el.
Az ügyvezető igazgató Todd Lyons; az ügynökségnek Sarah Saldaña 2017. január 20-i lemondása óta nem volt a Szenátus által megerősített igazgatója.

## Leírása
A Belbiztonsági Minisztérium alá tartozó szövetségi bűnüldöző szervként az ICE küldetése az Egyesült Államok védelme a nemzetbiztonságot és a közbiztonságot fenyegető nemzetközi bűnözéssel és illegális bevándorlással szemben. Az ICE több mint 400 szövetségi törvény végrehajtását felügyeli, különös tekintettel a vámjogszabályok megsértésére, a bevándorlási ügyek intézésére, a terrorizmus megelőzésére és az emberkereskedelemre.
Az ICE két elsődleges és különálló bűnüldözési komponense a Belbiztonsági Nyomozások (HSI) és a Végrehajtási és Kitoloncolási Műveletek (ERO). A HSI a nemzetközi bűnözés megakadályozására összpontosít, míg az ERO a dokumentumok nélküli bevándorlók elfogásáért, őrizetbe vételéért, kitoloncolásáért és eltávolításáért felelős. Az ERO az ICE egyik legnyilvánosabb és legvitatottabb funkciója, és olyan fogvatartási létesítményeket tart fenn, amelyeket az Egyesült Államokban illegálisan tartózkodó és a közbiztonságra nézve észszerű veszélyt jelentő személyek fogvatartására használnak. Az ügynökség három támogató részlege a következő: Irányítás és Programirányítás, Fő Jogi Tanácsadó Hivatala (OPLA) és Szakmai Felelősség Hivatala (OPR). A bevándorlási ügyekben elődjéhez, a Bevándorlási és Honosítási Szolgálathoz (INS) hasonlóan az ügynökséget és személyzetét spanyolul informálisan „la migra”-nak nevezik.

## Támadások az ICE tisztek ellen Donald Trump hivatalba lépése óta
A Belbiztonsági Minisztérium jelentése szerint 2025 májusáig négyszeresére, két hónappal később pedig már nyolcszorosára emelkedett az ICE tisztek elleni támadások száma az előző év azonos periódusához képest.
2025 július negyedikén körülbelül egy tucat, fekete katonai stílusú ruházatot és páncélt viselő személy tervezett rajtaütést hajtott végre egy texasi ICE létesítmény ellen. Tűzijátékkal csalták ki az őröket, megrongálták a járműveket és egy őrposztot ICE-ellenes graffitikkel, majd a közeli fák közül tüzet nyitottak. Egy helyi rendőr a nyakán lőtt sebet kapott, egy másik lövöldöző pedig a büntetés-végrehajtási tisztekre lőtt, de további sérüléseket nem okozott. A bizonyítékok előzetes felderítésre utalnak titkosított alkalmazásokon keresztül.
Három nappal később Ryan Luis Mosqueda tüzet nyitott egy másik texasi létesítmény előtt. Több tucat lövést adott le, és egy tisztet térden lőtt. A tisztek viszonozták a tüzet, megölve Mosquedát. Járművében további fegyvereket találtak.
LaMonica McIver amerikai képviselőnőt kedden szövetségi vádakkal illették, melyek szerint ICE tiszteket támadott meg és akadályozott egy New Jersey-i fogvatartási központ előtt.

## Fordítás
- Ez a szócikk részben vagy egészben  az   United States Immigration and Customs Enforcement című angol Wikipédia-szócikk ezen változatának fordításán alapul.  Az eredeti cikk szerkesztőit annak laptörténete sorolja fel. Ez a jelzés csupán a megfogalmazás eredetét és a szerzői jogokat jelzi, nem szolgál a cikkben szereplő információk forrásmegjelöléseként.